# Pseudoschinia
Pseudoschinia är ett släkte av fjärilar. Pseudoschinia ingår i familjen Crambidae.
Kladogram enligt Catalogue of Life:
| Pseudoschinia | \| \| Pseudoschinia elautalis \| \| \| \| \| \| Pseudoschinia magnalis \| \| \| \| |
|               | \| \| Pseudoschinia elautalis \| \| \| \| \| \| Pseudoschinia magnalis \| \| \| \| |
|               | Pseudoschinia elautalis                                                            |
|               |                                                                                    |
|               | Pseudoschinia magnalis                                                             |
|               |                                                                                    |